# Rally '99
Rally '99 est un jeu vidéo de course sorti en 1998 sur Nintendo 64 uniquement au Japon. Le jeu est développé par Genki et édité par Imagineer.
Le jeu a eu une suite, Rally Challenge 2000.